# 超科学アイドルメディアHKTV!
『超科学アイドルメディアHKTV!』（ちょうかがくアイドルメディアエイティケイティヴイ）は、2021年10月20日（19日深夜）から2022年9月28日（27日深夜）までRKB毎日放送で放送されていた深夜バラエティ番組である。

## 概要
バーチャル放送局の一員であるHKT48メンバーが、報道・事業・営業部員として気になる話題などを取材する。
超科学は「話題」・「都市伝説」などを切り込む知的な冒険バラエティ番組。
放送終了後、RKB毎日放送の局公式Twitterで、年末SPとして復活することが発表され2022年12月26日に放送された。
本番組終了後、2022年・2023年ナイターオフ期の毎週金曜にRKBラジオで放送される生ワイド番組『坂田周大のいいねちょうだい』では、19時台をHKT48メンバーを迎えて企画コーナーを行うゾーンとして充てており、そのゾーンのタイトルを本番組から継承する形で『HKTV-R』としている。

## 出演者
- 田中美久（HKT48） - 番組の司会者であり「HKTVの局長」という設定。そのため、メンバーやアナウンサーに対して上から目線の口調とタメ口で話し、アナウンサーを呼ぶ時も「宮脇」「坂田」と呼び捨てにしている（当然ながらいずれも番組上の演出）。
- 坂田周大[注 1]（RKB毎日放送アナウンサー） - 2022年3月まではVTRナレーターとして出演し、2022年4月20日からスタジオのアシスタントMCに昇格。
- HKT48（スタジオの出演メンバーは4週おきに変わる。ロケはその中から2人が行っている[注 2]。）

### MC代打
- 櫻井浩二[注 3]（RKB毎日放送アナウンサー） - 第14回[3]
- 下野由貴[注 4]（HKT48） - 第20回・第21回・第22回[4][5][6]
- 秋吉優花[注 4]（HKT48） - 第23回・第24回・第25回・第26回・第42回・第43回[7][8][9][10][11]
- 運上弘菜[注 4]（HKT48） - 第39回・第40回・第41回[12][13][14][15]

### 過去出演者
- 宮脇憲一（RKBアナウンサー、第1回 - 第22回、特別編）[注 5][16]

### スタジオ・ゲスト
- 中島英樹（福岡催眠療法所）- 第11回[17]、 第22回[6]
- 野村泰紀（カリフォルニア大学バークレー校 教授）- 第15回[18]
- ライヴさん（メンタリスト）- 第21回[5]、特別編[16]
- 本村隆馬（サッセンの考案者）- 第25回[9]

## 放送日程
| 回 | 放送日   | サブタイトル                                                                  | 出演メンバー                                               | 備考     |
| -- | -------- | ----------------------------------------------------------------------------- | ---------------------------------------------------------- | -------- |
| 1  | 10月20日 | メンバーからの疑問? 前半 - 後半                                               | 秋吉、上野、運上、坂本愛、下野、武田、松岡は、本村         | [ 注 6 ] |
| 2  | 10月27日 | メンバーからの疑問? 前半 - 後半                                               | 秋吉、上野、運上、坂本愛、下野、武田、松岡は、本村         |          |
| 3  | 11月3日  | 東峰村の天から降りってきた石 前半 - 後半 福岡タワーに隠された秘密 前半 - 後半 | 上野、坂本愛、坂本り、下野                                 |          |
| 4  | 11月10日 | 東峰村の天から降りってきた石 前半 - 後半 福岡タワーに隠された秘密 前半 - 後半 | 上野、坂本愛、坂本り、下野                                 |          |
| 5  | 11月17日 | 宇宙ではじまり、カギは"素粒子"                                                | 小田、田中伊                                               |          |
| 5  | 11月17日 | 第2回アンケートいじり➀                                                        | 小田、坂口、坂本り、田中伊、豊永、渕上、松岡菜、松本、村川 |          |
| 6  | 11月24日 | 邪馬台国は筑後地方にあった?                                                   | 下野、松岡は                                               |          |
| 6  | 11月24日 | 第2回アンケートいじり②                                                        | 小田、坂口、坂本り、田中伊、豊永、渕上、松岡菜、松本、村川 |          |
| 7  | 12月1日  | 導きの神 ヤタガラス伝説は英彦山が発祥!?                                       | 渕上、村川                                                 |          |
| 7  | 12月1日  | 第2回アンケートいじり 最終回                                                  | 小田、坂口、坂本り、田中伊、豊永、渕上、松岡菜、松本、村川 |          |
| 8  | 12月8日  | 「幽霊」はいる? いない?                                                       | 秋吉、栗原                                                 |          |
| 8  | 12月8日  | レヴェチなアーティストで開く「レヴェチ美術館」➀                               | 秋吉、今村、小田、栗原、市村、外薗、武田、馬場             |          |
| 9  | 12月15日 | MATRIX                                                                        | 市村、外薗                                                 |          |
| 9  | 12月15日 | レヴェチなアーティストで開く「レヴェチ美術館」②                               | 秋吉、今村、小田、栗原、市村、外薗、武田、馬場             |          |
| 10 | 12月22日 | MATRIX勝手に宣伝SPリローデッド                                                | 市村、外薗                                                 |          |
| 10 | 12月22日 | 将来有望「SSH」とは                                                           | 小田、馬場                                                 |          |

| 回     | 放送日   | サブタイトル                                      | 出演メンバー                                           | 備考      |
| ------ | -------- | ------------------------------------------------- | ------------------------------------------------------ | --------- |
| 11     | 1月12日  | 「催眠」その真実とは?                             | 今村、武田                                             |           |
| 12     | 1月19日  | 国家「君が代」の歌詞は福岡発祥?                   | 神志那、伊藤                                           |           |
| 12     | 1月19日  | SSH鞍手高校のスゴイ高校生                         | 小田、馬場                                             |           |
| 13     | 1月26日  | 神話の島は福岡にあった!?                          | 今田、下野                                             |           |
| 13     | 1月26日  | SSH特集〜城南高校➀〜                              | 荒巻、石                                               |           |
| 14     | 2月2日   | 日本ワイン発祥は福岡県!?                          | 松岡菜、山下                                           |           |
| 14     | 2月2日   | SSH特集〜城南高校②〜                              | 荒巻、石                                               |           |
| 15     | 2月9日   | multiverse（多元宇宙論）                          | 小田、松本                                             |           |
| 16     | 2月16日  | 牛首村PR大作戦                                    | 下野、坂本り                                           |           |
| 16     | 2月16日  | 福岡第一高校 HADO部                               | 石橋、坂本り、下野、外薗、松岡は、松本、水上           |           |
| 17     | 2月23日  | 感情によって「涙」の味は変わる?                   | 松本、本村                                             |           |
| 17     | 2月23日  | 福岡魁誠高校 相撲部                               | 石橋、坂本り、下野、外薗、松岡は、松本、水上           |           |
| 18     | 3月2日   | 刮目せよ!じゃんけん必勝法!                        | 松岡は、水上                                           |           |
| 19     | 3月9日   | 意外な場所のカッパ伝説                            | 石橋、外薗                                             |           |
| 19     | 3月9日   | 数学オリンピックメダリスト 久留米大学附設高等学校 | 石橋、坂本り、下野、外薗、松岡は、松本、水上           |           |
| 20     | 3月16日  | HKTV版 池の水全部抜く!!                           | 今村、川平                                             | [ 注 8 ]  |
| 20     | 3月16日  | 歴史的発見! 朝倉高校 史学部                       | 秋吉、今村、小田、栗原、坂口、武田、松本、渕上         | [ 注 8 ]  |
| 21     | 3月23日  | 超「超常現象」体験!                               | 小田、武田                                             | [ 注 8 ]  |
| 22     | 3月30日  | 催眠術 第2弾                                      | 今村、栗原、武田                                       | [ 注 8 ]  |
| 23     | 4月20日  | オープン間近のららぽーと福岡に潜入                | 神志那・外薗                                           | [ 注 9 ]  |
| 23     | 4月20日  | 弱小仮装放送局HKTVのコラボ先を探せ                | メンバー不参加                                         |           |
| 23     | 4月20日  | 坂田アナってどんな人? クイズ坂田王決定戦          | 栗原・神志那・外薗・渕上・地頭江・松本・村上・山内     |           |
| 24     | 4月27日  | 北九州のエグいロケ地を調査                        | 地頭江・村上                                           |           |
| 24     | 4月27日  | 嘘を見破れ! 演技力対決                            | 栗原・神志那・外薗・渕上・地頭江・松本・村上・山内     |           |
| 25     | 5月4日   | 掛け算が得意になる魔法を調査                      | 栗原・渕上                                             |           |
| 26     | 5月11日  | 福岡発祥のマイナースポーツの調査                  | 松本・山内                                             |           |
| 27     | 5月18日  | 古代エジプトの謎を調査!                           | 秋吉・坂本り                                           |           |
| 28     | 5月25日  | 現代日本の礎となった産業を調査                    | 豊永・宮﨑                                             |           |
| 29     | 6月1日   | 福岡の最新（?）ロボット事情を調査                 | 坂口、川平                                             |           |
| 30     | 6月8日   | 福岡市動物園の謎を調査                            | 坂本愛、後藤                                           |           |
| 31     | 6月15日  | TGC teen 2022 Fukuokaに潜入!                      | 伊藤、竹本                                             |           |
| 32     | 6月22日  | マリンワールドでお手伝いしよう!                   | 小田、荒巻                                             |           |
| 33     | 6月29日  | 阿蘇に秘められた超科学ミステリー                  | 運上、松岡は                                           |           |
| 34     | 7月6日   | 古墳にコーフン!? その魅力を調査                   | 今村、堺                                               |           |
| 35     | 7月13日  | 6期生にドッキリを仕掛けろ!                        | 松岡菜、本村                                           | [ 注 11 ] |
| 36     | 7月20日  | 玄界灘の生き物調査!!                              | 坂口、栗山                                             |           |
| 37     | 7月26日  | 恐竜の世界の不思議を調査!                         | 秋吉、神志那                                           | [ 注 12 ] |
| 38     | 8月3日   | お化け屋敷を作って後輩に肝試し!?                  | 宮﨑、村川                                             |           |
| 39     | 8月10日  | マジザニア!消防士の仕事をガチ体験                 | 小田、武田                                             |           |
| 40     | 8月17日  | 山口県長門市の魅力を調査!!                        | 伊藤、坂本り                                           |           |
| 41     | 8月24日  | 知られざるものまねの世界を調査                    | 川平、村川                                             |           |
| 42     | 9月7日   | 北九州市のスペースLABOで科学を学べ!               | 運上、竹本                                             |           |
| 43     | 9月14日  | SDGsの取り組みで世の中に貢献!                     | 豊永、渡部                                             |           |
| 44     | 9月21日  | アポなし街ぶらに挑戦                              | 坂本り、本村                                           |           |
| 45     | 9月28日  | ついに最終回!1年間ありがとうSP                    | 秋吉、運上、坂口、坂本り、下野、竹本、豊永、本村、渡部 | [ 注 13 ] |
| 特別編 | 12月26日 | 福岡のミステリースポットを調査                    | 竹本、本村                                             | [ 注 14 ] |
| 特別編 | 12月26日 | 催眠術の凄さ？を調査                              | 栗原、梁瀬                                             | [ 注 14 ] |

## 放送時間
| 放送期間                       | 放送日時                         | 放送局      | 系列 | 備考   |
| ------------------------------ | -------------------------------- | ----------- | ---- | ------ |
| 2021年10月20日 - 2022年9月28日 | 水曜日 0:55 - 1:25（火曜日深夜） | RKB毎日放送 | JNN  | 制作局 |

## スタッフ
※第45回（最終回）のエンディングでは途中で異動したスタッフも含めて全員の名前がロールテロップに載せられた。
- ナレーション：冨士原圭希（第23回 - 第45回、特別編）
- カメラ：木村敬蔵、前田晋次（第1回 - 第4回）、上原賢二（第5回 - 第45回、特別編）
- カメラアシスタント：池邊哲郎、隅元貴也（第17回 - 第45回、特別編）、橋本尚樹（第31回 - 第38回、特別編）、渡邉康（第35回 - 第38回）、福田有希（第39回 - 第45回）
- 音声：福田有希、松尾優衣、内園田忍（第8回 - 第45回、特別編）
- 劇場演出：熊田大智（第20回 - 第22回）
- 照明 : 濱田嘉博、前裕子（第5回 - 第19回、第23回 - 第27回、特別編）、塩見勘太郎（第20回 - 第22回）
- 美術：谷恭平（第1回 - 第19回、※第20回 - 第22回は無し[注 8]、第23回 - 第45回、特別編）
- 編集：野口久美子
- MA/OP編集：小野悠希
- AD：網治美和子（第1回 - 第38回）、古賀宏美（第24回 - 第25回）、網治樹音（第31回 - 第45回、特別編）
- 構成：渡邊隆多（第23回 - 第45回、特別編）
- ディレクター：松永康貴、西條晴香、坂井貴揚、吉元琢人、児玉公広（第8回 - 第45回）、浜田邦彦（第16回 - 第45回、特別編）、三森賢一（第23回 - 第45回）
- チーフディレクター：中尾真徳（第1回 - 第22回・特別編のみはディレクター）、倉成正洋（第23回 - 第45回）
- プロデューサー：田中康徳
- 制作プロデューサー：倉成正洋 [注 15]
- 制作協力：RKB映画社
- 制作：RKB毎日放送

## 過去のスタッフ
- ナレーション：坂田周大（第1回 - 第22回、最終回VTRのみ）

## 主題歌
- 君とどこかへ行きたい - 第1回〜第7回
- 突然 Do love me! - 第8回〜第30回
- ビーサンはなぜなくなるのか? - 第31回〜第45回